# Panjalin Kidul
Panjalin Kidul is een bestuurslaag in het regentschap Majalengka van de provincie West-Java, Indonesië. Panjalin Kidul telt 10.182 inwoners (volkstelling 2010).